# Renzo Rossellini
Renzo Rossellini (Roma, 2 de febrero de 1908-Montecarlo, 13 de mayo de 1982) fue un compositor, guionista y director de orquesta italiano, hermano del director de cine Roberto Rossellini. 

## Biografía
Estudió en Roma. Se inició en el terreno de la ópera con cierta influencia de los posveristas Ottorino Respighi y Riccardo Zandonai. Entre sus obras destacan: La guerra (1956), Il vortice (1958) y Uno sguardo dal ponte (1961). En 1970 estrenó en el Teatro Nacional de la Opéra-Comique de París L'Annonce faite à Marie, sobre un drama de Paul Claudel.
Compuso varias bandas sonoras para películas de su hermano: Roma, città aperta (1945), Paisà (1946), Germania anno zero (1948) y Francesco, giullare di Dio (1950).